# گرگور مولبرگر
گرگور مولبرگر (آلمانی: Gregor Mühlberger؛ زادهٔ ۴ آوریل ۱۹۹۴) دوچرخه‌سوار اهل اتریش است.
از باشگاه‌هایی که در آن رکاب زده‌است می‌توان به بورا–هانسگروهه، و بورا–هانسگروهه، و بورا–هانسگروهه، اشاره کرد.